# 安贝·瓦莱塔
安贝·瓦莱塔（英語：Amber Valletta；1974年2月9日—），美國超級名模及女演員。她是高級時裝品牌：Versace、Gucci、Prada的代言人。琥珀上過Vogue及Numero等雜誌封面或內頁，也有參與Christian Dior、Chanel、Fendi等著名時裝及奢侈品的時裝展。